# Mariä Geburt (Witzighausen)

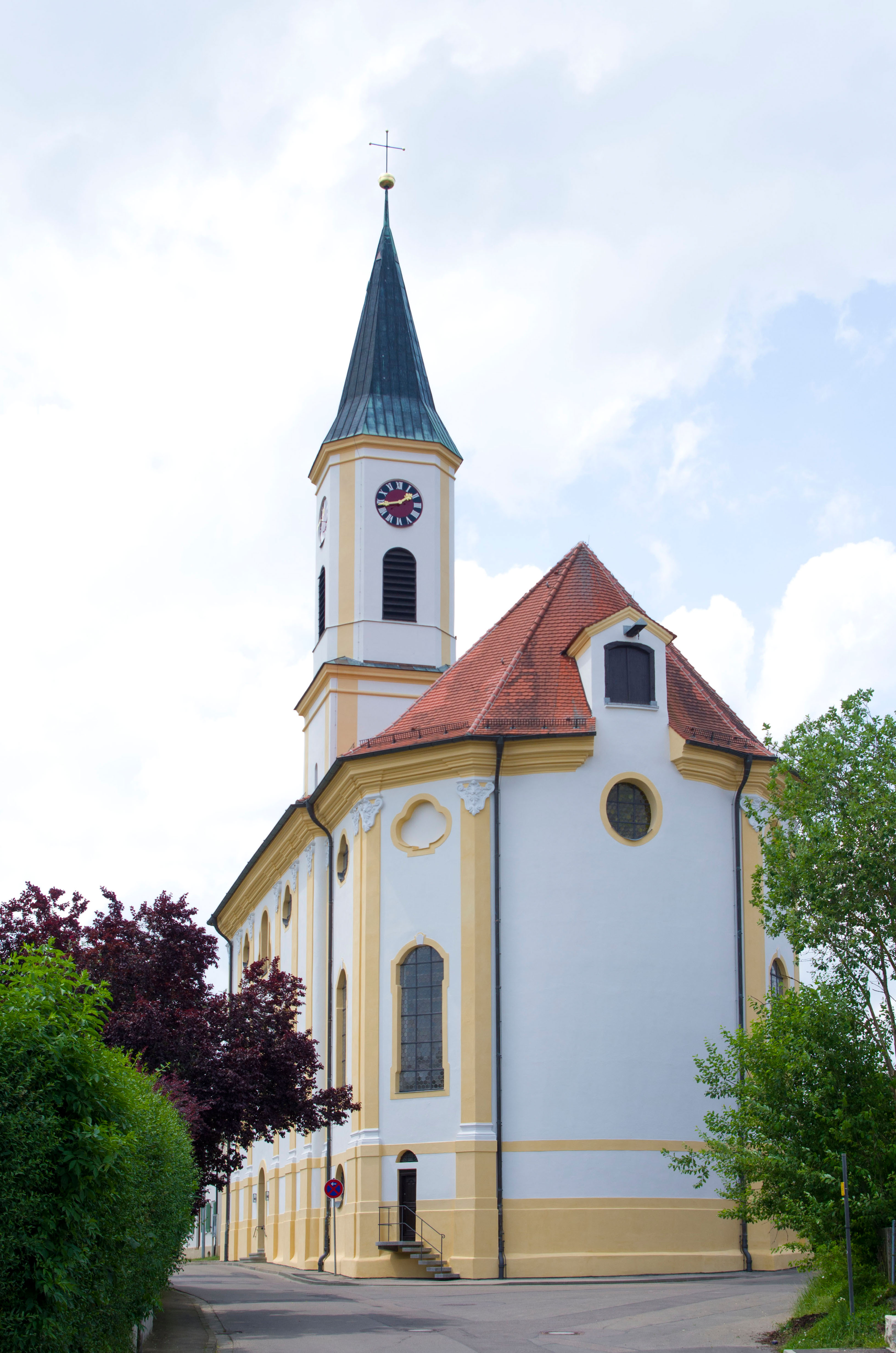
Kirche Mariä Geburt von Osten

Mariä Geburt ist eine katholische Pfarr- und Wallfahrtskirche im Sendener Stadtteil Witzighausen im Landkreis Neu-Ulm. Der 1733 begonnene Kirchenbau wurde erst mit der Erhöhung des Kirchturmes 1860 abgeschlossen.

## Lage
Die Kirche liegt zentral im Ort Witzighausen und grenzt südlich direkt an die Marienstraße und östlich direkt an die Weißenhorner Straße. Der nördliche Bereich wird durch einen Parkplatz begrenzt, im Westen steht das Pfarrhaus. Sie steht auf dem Höhenrücken, der das Untere Illertal vom Rothtal trennt.

## Geschichte

### Vor dem Neubau
Der heutige Turm stammt zu weiten Teilen noch von der um 1480 entstandenen spätgotischen Kirche. Sie wurde den drei Patronen Maria, St. Vitus und St. Euphemia geweiht. Sie muss eine schöne Innenausstattung besessen haben und galt selbst 1679 noch als die schönste Kirche des Kapitels Weißenhorn.

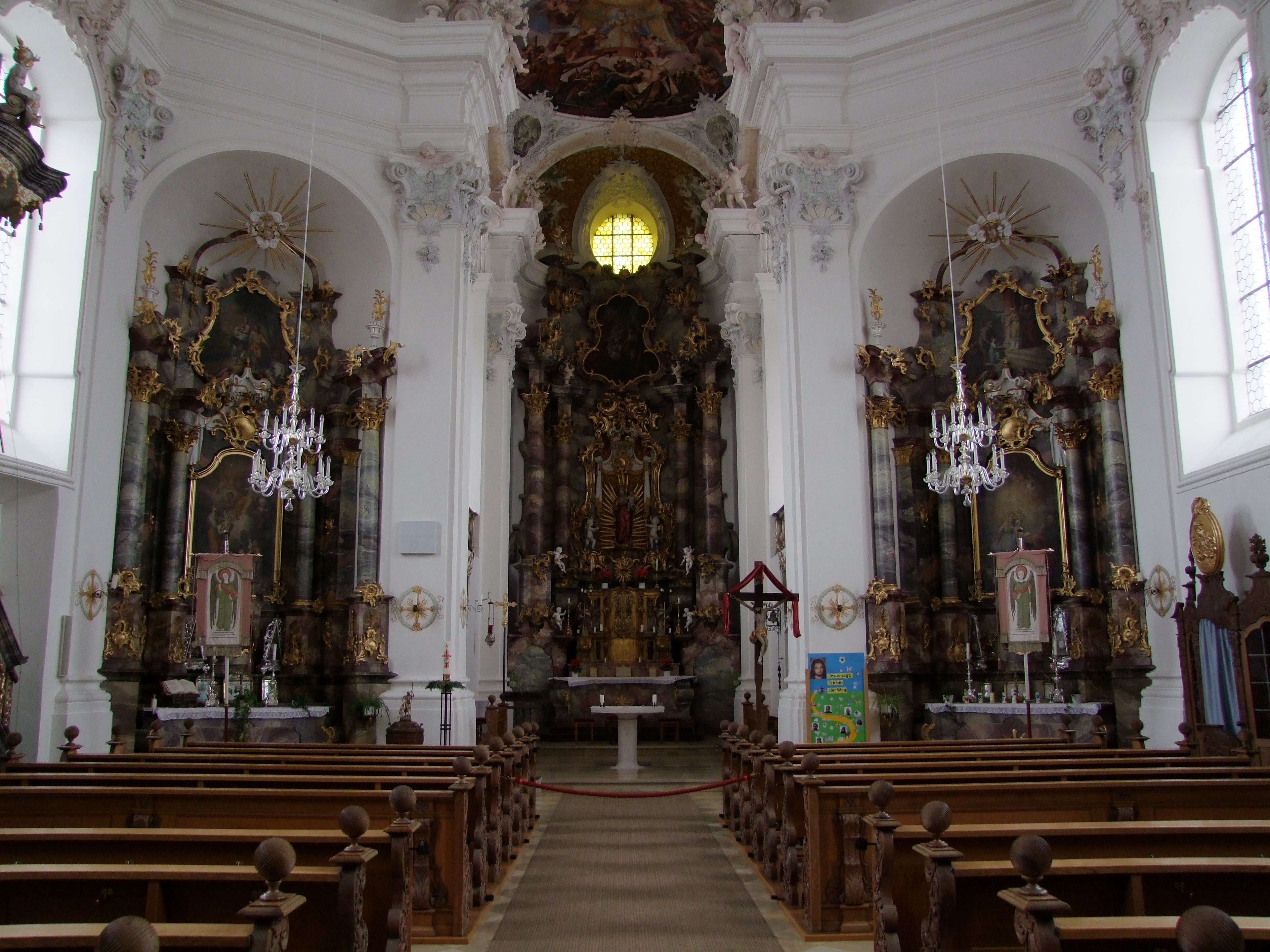
Innenraum der Kirche

Der hoch verschuldete Graf Wilhelm von Kirchberg stiftete dieser alten Kapelle 1481 eine Ewige Messe. Sein Beweggrund dafür ist unbekannt, jedoch musste er im folgenden Jahr bereits seine Besitztümer wegen der hohen Verschuldung an Herzog Georg von Bayern-Landshut verkaufen. Wer die Kirchenstiftung im 16. Jahrhundert, zu dem ein Hof in Illerberg und hundert Jauchert Wald gehörten, tätigte, ist bis heute nicht zu klären. Die seit 1507 im benachbarten Weißenhorn begüterten Fugger könnten hier als Schenker aufgetreten sein, da auch Witzighausen zu deren Grafschaft Kirchberg-Weißenhorn gehörte. Während der Pestzeit von 1550 bis 1600 entwickelte sich eine Wallfahrt zur Kapelle. Von einer Legende oder ähnlichem ist allerdings nichts überliefert worden. Der erste Bericht über die Wallfahrten aus dem Jahre 1611 spricht bereits von vielen Wallfahrten, welche nach Witzighausen durchgeführt wurden.

### Der Neubau
In der Barockzeit war die Stiftung bereits so reich, dass sie selbst Kirchenneubauten in den angeschlossenen Orten Illerzell und Wullenstetten finanzierte. Im Jahre 1710 wurde die Überlegung aufgeworfen, einen vierten Altar bei dem uralten Gnadenbild Marias zu errichten. Diese Überlegungen scheinen jedoch zugunsten einer durchgreifenden Erneuerung der Kirche verworfen worden zu sein. Von einem neu erbauten Chor ist 1735 in den Akten die Rede, wobei gleichzeitig noch von einer Renovierung des übrigen Teils gesprochen wird. Erst am 8. Mai 1738 wurde ein Kostenvoranschlag für einen völligen Kirchenneubau von Christian Wiedemann aus Elchingen vorgelegt. In diesem Kostenvoranschlag war allerdings der bereits neu erbaute Chor enthalten. Der Grundstein für diese neue Kirche wurde bereits am 23. Mai desselben Jahres unter Beisein von Dekan Augustin Günzer von Wullenstetten und Graf Adam Franz Joseph Fugger gelegt. Dies wiederum muss den Schluss zulassen, dass das Langhaus bereits zum Zeitpunkt des Kostenvoranschlages abgebrochen war und die Baugrube für die Fundamente freigelegt war.
Der Bau kann nicht nach dem Riss von Wiedemann ausgeführt worden sein. Zwar ist dieser nicht erhalten, jedoch wird im Kostenvoranschlag von Facciata-Giebeln auf allen vier Seiten berichtet. Diese sind jedoch nicht ausgeführt worden. Vollendet wurde die Kirche vermutlich 1740, da der Freskomaler Christoph Thomas Scheffler aus Augsburg mit dieser Jahreszahl seine Fresken signierte. Er malte die Kirche zusammen mit einem Gesellen in 15 Wochen aus. 13,5 Wochen war der Stuckateur Gottlieb Finsterwalder in der Kirche beschäftigt. Es scheint jedoch unwahrscheinlich, dass er allein die Kirche in dieser kurzen Zeit stuckierte. Es wird davon ausgegangen, dass entweder sein Sohn oder sein Bruder Ignaz ihm halfen. Die Eintragungen des Wirtes und Mesners Bremauer unterstützen diese These.

### Weihe und Ausstattung
Der Augsburger Weihbischof Johann Jakob von Mayr konsekrierte die Kirche am 12. September 1748. Allerdings fehlten zu diesem Zeitpunkt noch die Altäre. Der Kirchenneubau überforderte am Schluss die Kirchenstiftung, so dass Benefiziat Ott 4000 Gulden aus seinem Vermögen der Stiftung lieh. Leonhard Müller, Bildhauer aus Weißenhorn lieferte am 18. Januar 1741 einen Kostenvoranschlag für die Kanzel, die Beichtstühle und die Sakristeitüren. Es ist jedoch unbekannt, wer die Kanzel baulich ausführte. Gesichert scheint jedoch, dass Leonhard Müller die künstlerischen Arbeiten lieferte. Franz Josef Bergmüller baute die drei Altäre der Kirche und stellte diese 1757/1758 in der Kirche auf. Allerdings wurde der zuerst gelieferte Altar in die Wallenhauser Kirche überführt, da er in die Witzighauser Kirche nicht passte. Altarblätter besaßen die Altäre jedoch aufgrund der äußerst angespannten Finanzlage der Stiftung noch nicht. Diese wurden erst 1781 bei Konrad Huber um 140 Gulden bestellt. Auch die Fassung der Altäre und der Kanzel um 1100 Gulden wurde erst 1781 durch Joseph Hartmann aus Illereichen durchgeführt.
Den Abschluss der Bauarbeiten fand der heutige Kirchenbau mit der Abdeckung des alten Turmsatteldaches im Jahre 1859. Er wurde bis zum Folgejahr erhöht. Der neue Turmaufsatz jedoch wird in der Literatur als keine Zierde für Kirche und Landschaft bezeichnet. Im Jahre 1938 wurde die Kirche von den Werkstätten Pfohmann aus München und Heinle aus Weißenhorn renoviert. 2012 wurde die Kirche erneut renoviert.

## Architektur

### Äußeres und Fassade
Der Außenbau wird von Pilastern auf hohem Sockel und hohen Rundbogenfenstern gegliedert. Zur Mitte hin werden die Achsen der Längsmauern zunehmend breiter. Blickfang ist das geschwungene Thermenfenster der Mittelachse. In den anderen Achsen liegen über den Rundbogenfenstern gekurvte Dreipassfenster. Auf ein eigenes Gebälk wird verzichtet. Stattdessen übernimmt das Traufgesims die Funktion des Hauptgebälks. Architekturglieder und Rahmungen sind gelb gestrichen, die Putzflächen weiß. Die Kanten von Schiff und Chor sind abgerundet. Der Turm ist bis zum Oktogongeschoss lediglich durch aufgemalte Ecklisenen und Gesimse gegliedert. Das Oktogongeschoss nimmt zwischen schmäleren Schrägen Schallarkaden und Ziffernblatt auf. Der Turmhelm des 19. Jahrhunderts hat geknickte Pyramidenform. Der Bau bildet keine Fassade im eigentlichen Sinn aus.

### Innenraum
Der Grundriss zeigt ein gestrecktes, ungleichseitiges Oktogon, dem im Osten ein Chorquadrat mit einem segmentförmigen Altarhaus folgen. Altarnischen besetzen die Schrägen des Oktogons. Die Längswände sind mit drei Rundbogenfenstern zwischen Pilastern besetzt. In der Mittelachse wird das Gebälk von dem geschwungenen Thermenfenster unterbrochen. Die Raumöffnung zum Chor ist ungewöhnlich steil. Beidseits des Chors liegt jeweils eine Abseite, die sich mittels einer hohen Arkade öffnet und deren Untergeschoss von abgemauerten Nebenräumen besetzt ist. Darüber liegen Choremporen mit Balustraden. Nach Osten schließen die Abseiten mit einer Wandschräge. Eine Stichkappendecke wölbt den Gemeindesaal. Das Chorjoch ist mit einer Flachkuppel gedeckt. Diese wird von einem Oculus durchbrochen, dessen gelbes Glas den Hochaltar in verklärendes Licht taucht.

## Ausstattung
Der Hochaltar des Franz Josef Bergmüller besteht aus vier Säulen, die Gebälkstücke tragen. Das Gebälk ist weitgehend aufgelöst. Auf Heiligenfiguren vor den Säulen wird verzichtet. So wird die Aufmerksamkeit ganz auf das Gnadenbild der auf einer Mondsichel thronenden, von einer Strahlenglorie umgebenen Muttergottes mit Jesuskind und Krone gelenkt. Voluten umrahmen das Gnadenbild, über dem ein Baldachin schwebt. Der Altarauszug löst sich in frei schwingende Linien auf. Die Seitenaltäre haben – wie der Hochaltar – unterschiedlich hohe Säulen. Auch die Baldachine – hier über dem Altarblatt – finden sich wieder. Rocailleschmuck belebt den Altarauszug.

## Orgel

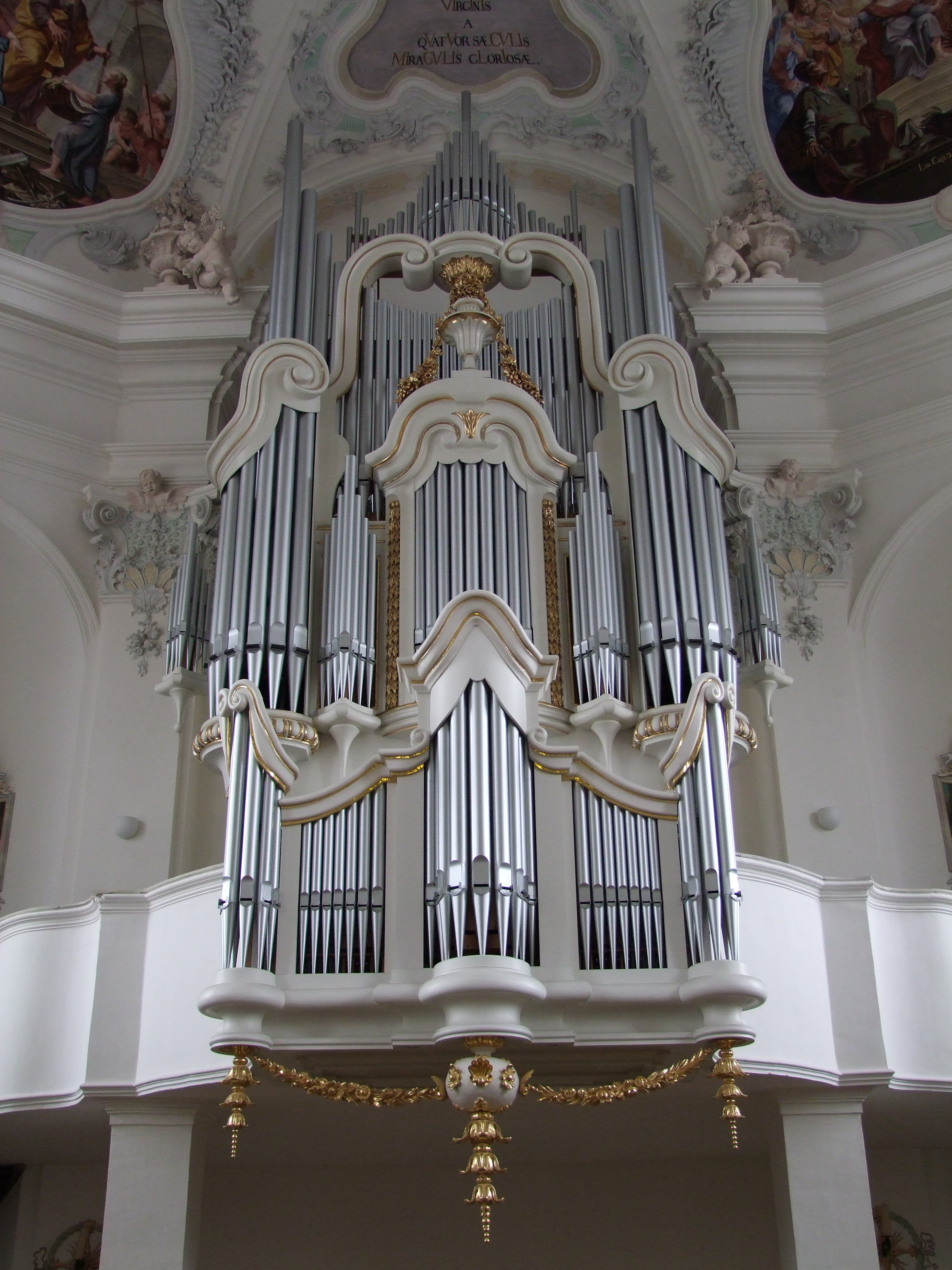
Die Zeilhuber-Orgel (1952) mit dem neubarocken Prospekt der Vorgänger-Orgel von Koulen (1913)

Von der ersten Orgel in der Kirche Mariä Geburt, die 1913 von der Orgelbauwerkstatt Koulen erbaut worden war, blieben bei einem Neubau durch die Firma Zeilhuber im Jahr 1952 nur der neubarocke Prospekt und einige Register erhalten. Die Zeilhuber-Orgel verfügt über 28 Register, die auf drei Manuale und Pedal verteilt sind. Hinzu kommen drei Transmissionen und eine Windabschwächung. Sie wurde 1983 von der Erbauerfirma und im Jahr 2000 durch die Fa. Link überholt. Dabei wurden die zwei neuen Register Trompete 8′ und Oboe 8′ eingebaut, und es wurde eine Neuintonation durch die Fa. Jehmlich vorgenommen.
Die Disposition der Zeilhuber-Orgel lautet wie folgt (Stand 2022):
| I Rückpositiv C–a3 |       |
| Dolce              | 8′    |
| Gedeckt            | 8′    |
| Viola              | 4′    |
| Prästant           | 4′    |
| Nachthorn          | 2′    |
| Zimbel             | 1 ⁄3′ |
| Vox humana         | 8′    |
| Tremulant          |       |

| II Hauptwerk C–a3 |       |
| Principal         | 8′    |
| Gemshorn          | 8′    |
| Lieblich Gedeckt  | 8′    |
| Octav             | 4′    |
| Flöte             | 4′    |
| Octav             | 2′    |
| Mixtur            | 1 ⁄3′ |
| Trompete          | 8′    |

| III Schwellwerk C–a3 |        |
| Geigenprincipal      | 8′     |
| Flöte                | 8′     |
| Schwebung            | 8′     |
| Salicional           | 8′     |
| Principal            | 4′     |
| Rohrgedeckt          | 4′     |
| Quint                | 2 ⁄3′  |
| Piccolo              | 2′     |
| Terz                 | 1 3⁄5′ |
| Oboe                 | 8′     |

| Pedal C–f1  |     |
| Subbass     | 16′ |
| Contrabass  | 16′ |
| Zartbass    | 16′ |
| Octavbass   | 8′  |
| Gedecktbass | 8′  |
| Choralbass  | 4′  |
| Principal   | 2′  |

- Normalkoppeln: I/II, III/I, III/II, I/P, II/P, III/P
- freie Kombination, Tutti, Handregister ab, Walze ab, Zungen ab, Crescendowalze, Pedalpiano